# Festus Avienus
Avienus a Kr. u. IV. század második felében működő római költő.

## Élete és művei
Írt didactikus költeményeket, lefordította Aratus Fainomena-ját, átdolgozta Descriptio orbis terrae cím alatt Dionysis PerihghsiV-ét; leírta továbbá valószínüleg a carthagói Himilco nyomán a Földközi, a Fekete s a Caspiusi tenger partjait, amely munkájából azonban csak egy, 703 senariusból álló töredék maradt reánk. Aeneis-kivonata a Livius nyomán írt római története egészen elveszett; ellenben több epigrammája fönmaradt.